# Trzebieszyno
Trzebieszyno (kaszb. Trzebieszëno, dawniej:niem. Klarashöhe) – osada w Polsce w województwie pomorskim, w powiecie bytowskim, w gminie Miastko.
Osada położona na Pojezierzu Bytowskim.
Do 1954 część miasta Miastko. W latach 1975–1998 miejscowość administracyjnie należała do województwa słupskiego.